# Poststelle (Bridgend)

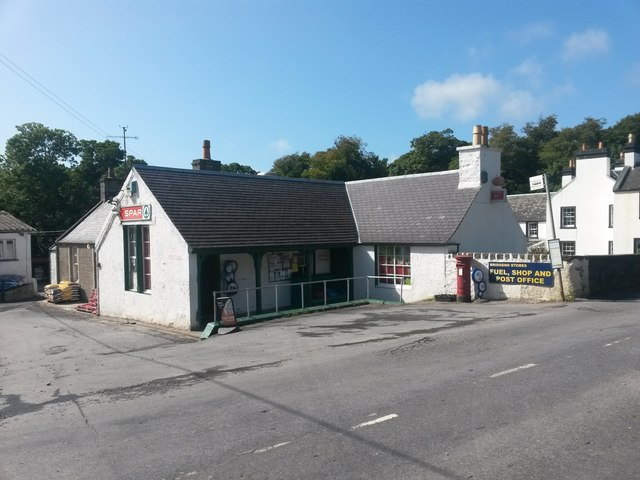
Die Poststelle von Bridgend

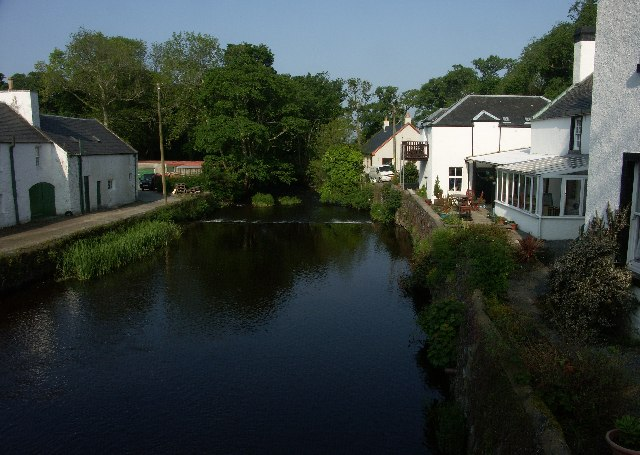
Am linken Bildrand ist das westliche Ende des Hauptgebäudes sowie die angrenzende Stallung zu sehen.

Bei der Poststelle in der schottischen Ortschaft Bridgend auf der Hebrideninsel Islay handelt es sich um ein Gebäude, das direkt am Ufer des Flusses Sorn errichtet wurde. Das Gebäude liegt direkt westlich der A846, welche die Hauptstraße Bridgends darstellt, neben der Sorn-Brücke. Am 20. Juli 1971 wurden das Gebäude als Ensemble zusammen mit dem Bridgend Hotel in die schottischen Denkmallisten in der Kategorie B aufgenommen. Seit 2006 ist das Gebäude als Einzeldenkmal in der Kategorie C eingetragen. In dem Gebäude ist heute die Poststelle sowie ein Supermarkt untergebracht.

## Beschreibung
Das exakte Baudatum des Gebäudes ist nicht bekannt, sodass nur der Beginn des 19. Jahrhunderts als Zeitraum angegeben werden kann. Da es jedoch auf einem zu Beginn der 1830er Jahre entstandenen Gemälde abgebildet ist, muss es älteren Datums sein. Das Gebäude wurde aus Bruchstein in traditioneller Weise am abfallenden Südufer des Sorn erbaut. Es ist einstöckig, besitzt jedoch ein ausgebautes Kellergeschoss, welches von der Flussseite aus ebenerdig begehbar ist. Es existieren mehrere Eingänge und Sprossenfenster sind entlang der Fassaden verbaut. Westlich schließt sich direkt eine etwas niedrigere Stallung an. Die Südseite des Gebäudes ist in der traditionellen Harling-Technik verputzt. Es schließt mit einem schiefergedeckten Satteldach ab.